# Onesia japonica
Onesia japonica este o specie de muște din genul Onesia, familia Calliphoridae, descrisă de Hiromu Kurahashi în anul 1964. Conform Catalogue of Life specia Onesia japonica nu are subspecii cunoscute.